# Cro-Mags
Cro-Mags es una banda hardcore punk de Nueva York, formada en 1981. En sus primeros años, los miembros vivieron en edificios abandonados, quemados o en las calles de la ciudad.
Han lanzado cinco álbumes de estudio, siendo los primeros dos considerados como los más influyentes. Con un trasfondo hare krishna en dichas canciones, fueron pioneros en mezclar hardcore punk con thrash metal, y también asociados al nacimiento de una actitud más dura dentro de la escena hardcore a finales de los 80s, relacionada con el mundo de las artes marciales. Harley Flanagan (exbaterista de The Stimulators) y John Joseph son practicantes de Jiu-jitsu brasileño y boxeo respectivamente.

## Historia

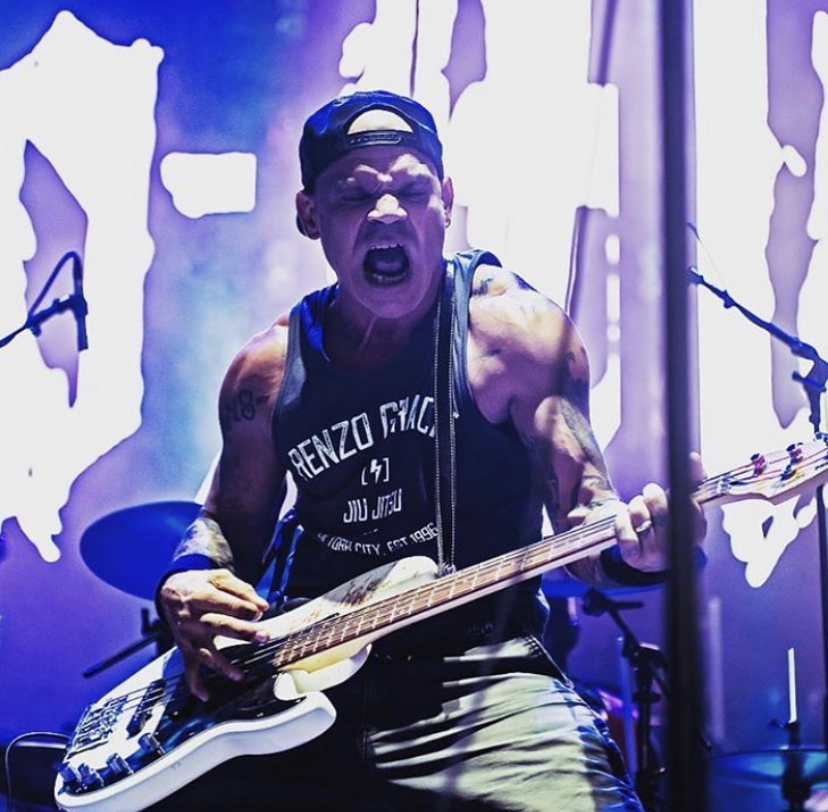
El vocalista/bajista Harley Flanagan en vivo, 2019.

### Historia reciente (2011–presente)
La banda anunció un sexto álbum para 2011, lo que no sucedió. Harley Flanagan –como solista– lanzó en 2016 el álbum Cro-Mags.
En abril de 2019, tras llegar a un acuerdo Flanagan retendrá los derechos exclusivos del nombre Cro-Mags, por lo que Joseph y Mackie seguirán como Cro-Mags "JM" desde agosto.
El 28 de junio –y tras casi veinte años– fue lanzado bajo Victory Records el EP de tres canciones Don’t Give In, producido por Arthur Rizk. En su promoción, la banda concretó una gira con Misfits, sumado a una gira europea celebrando los treinta años de Best Wishes.
Cro-Mags lanzó el álbum In the Beginning el 19 de junio. Exclaim! elogió el álbum y el legado de la banda, agregando: "Un verdadero placer verlos reafirmar ese legado, demostrando que no han envejecido demasiado (...) ni han perdido nada de su fuego". Punknews.org le otorgó al álbum 4,5 de 5 estrellas, calificándolo como "un bello arte".

## Miembros
Miembros actuales
- Harley Flanagan – voces (1982, 1987–1996, 1999–2002, 2019–presente); bajo (1981–1996, 1999–2002, 2019–presente); guitarras, batería[14] (1982–1983)
- Rocky George – guitarra principal, coros (1999–2001, 2002–2003, 2019–presente)
- Garry Sullivan – batería, percusión (2019–presente)
- Joe Affe – guitarra rítmica (2020–presente)

Miembros antiguos
- Eric Casanova – voces (1982–1984)
- John Joseph – voces (1981, 1984–1987, 1991–1999, 2002–2003, 2008–2019)
- Doug Holland – guitarra principal (1985–1989, 1991–1993, 1996–1999, 2001)
- Rob Buckley – guitarra principal (1989–1991, 1993–1995, 2001)
- Parris Mayhew – guitarra rítmica (1982–1991, 1999–2001)
- A.J. Novello – guitarras (2008–2019)
- Gabby Abularach – guitarra rítmica (1991–1995, 2019–2020)
- Craig Setari – bajo (2008–2019)
- Mackie Jayson – batería, percusión (1984–1986, 1996–1999, 2008–2019)
- Pete Hines – batería, percusión (1986–1989)
- Dave Di Censo – batería, percusión (1989–1995, 2000)

Varias veces durante los años 90s y 2000s, Flanagan y Joseph tuvieron simultáneamente versiones separadas de Cro-Mags, con formaciones completamente diferentes. Los grupos fueron llamados Cro-Mag Jam, Street Justice, Age of Quarrel, Rival Mob, FVK (Fearless Vampire Killers) y Cholo Mags.
Miembros de Cro-Mags JM
- John Joseph – voz
- A.J. Novello – guitarras
- Craig Setari – bajo
- Mackie Jayson – batería

## Discografía
Álbumes de estudio

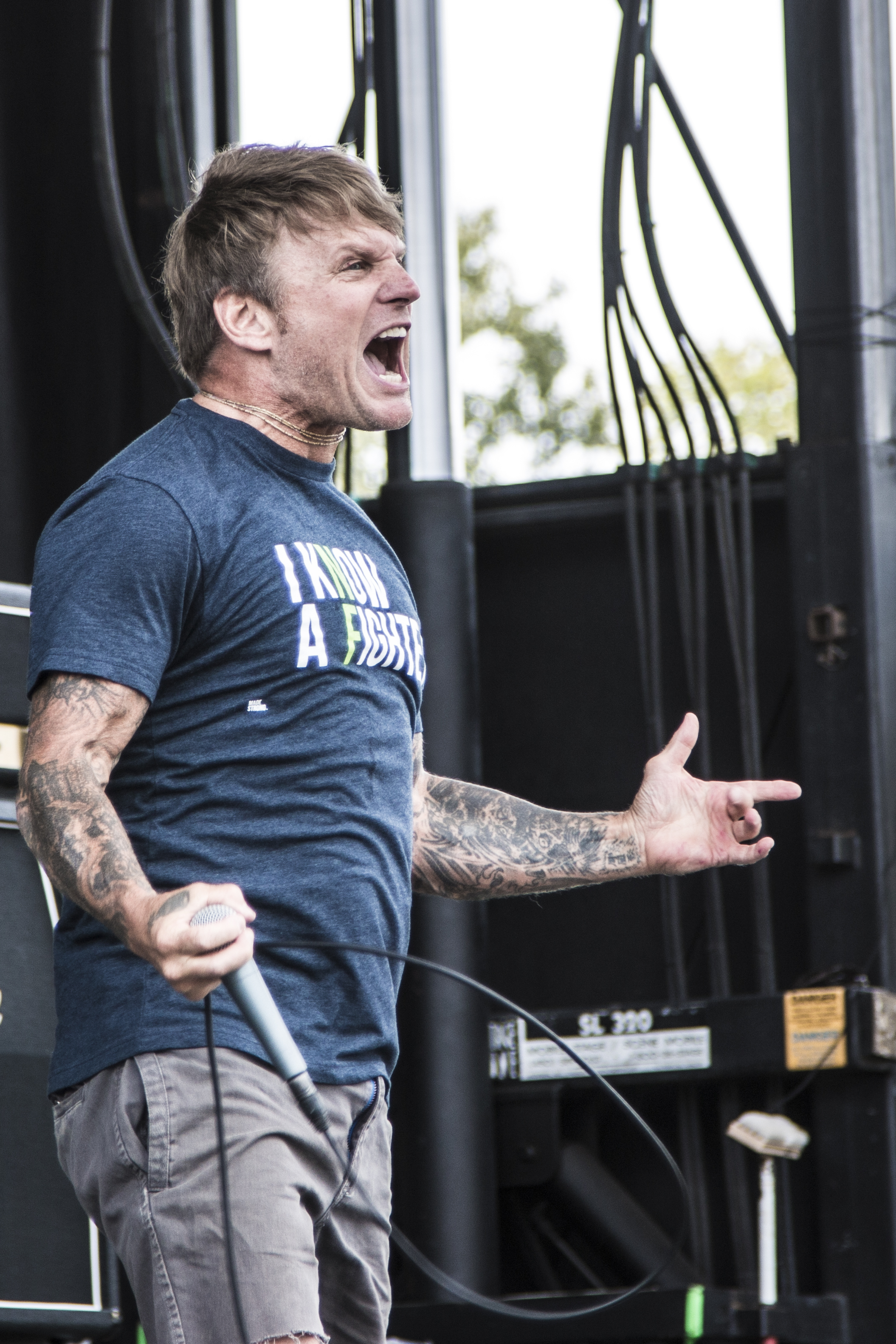
Joseph (exvocalista) junto a la banda en vivo en 2015, participando en "Gwar B-Q Music Festival", Richmond, Virginia.

- The Age of Quarrel (1986, Profile, Rock Hotel)
- Best Wishes (1989, Profile)
- Alpha Omega (1992, Century Media)
- Near Death Experience (1993, Century Media)
- Revenge (2000, Cargo)
- In the Beginning (2020, Mission Two)

Álbumes en vivo
- Hard Times In An Age Of Quarrel (1994, Century Media)

EPs, demos y sencillos
- Before The Quarrel (1985, autolanzado)
- Cro-Mags (1992, Century Media)
- Don’t Give In (2019, Victory)
- From The Grave (2019, Victory)
- 2020 (2020)

Compilatorios
- The Age Of Quarrel / Best Wishes (1994, Profile, Another Planet)
- Twenty Years Of Quarrel And Greatest Hits (2006, New York Hardcore)

## Videografía
Videoclips
| Año  | Canción                   | Álbum              |
| ---- | ------------------------- | ------------------ |
| 1986 | "We Gotta Know"           | The Age of Quarrel |
| 1989 | "Crush The Demoniac"      | Best Wishes        |
| 1992 | "The Paths of Perfection" | Alpha Omega        |
| 2020 | "From The Grave"          | In the Beginning   |

DVD
- Live In The Age Of Quarrel (1986-2001) (2006)
- The Final Quarrel: Live At CBGB 2001 (2011, MDV Visual)